# Telmatosaurus
Telmatosaurus este o specie de Hadrosaur primitiv care a trăit la sfârșitul cretacicului. Era un dinozaur mic, având doar 5-6 metri lungime. A fost descoperit în localitatea Hațeg, județul Hunedoara. A fost descoperit de către Franz Nopcsa în 1899. Este cunoscut după mai multe cranii fragmentate provenind de la indivizi de vârste diferite, precum și bucăți din restul scheletului. Există și grupuri de două până la patru ouă atribuite lui Telmatosaurus. Acesta este unul dintre puținele hadrosauride descoperite în Europa. Dimensiunile sale relativ mici se pot datora faptului că trăia pe insule.